# توموکو اوهارا
توموکو اوهارا (ژاپنی: 大原 智子) بازیکن فوتبال اهل ژاپن است که از سال ۱۹۸۱ میلادی عضو تیم ملی فوتبال ژاپن بوده و در ۱ بازی ملی حضور داشته است. آخرین بازی ملی وی در تاریخ ۹ سپتامبر ۱۹۸۱ میلادی بود. توموکو اوهارا در بازی‌های ملی‌اش گلی به ثمر نرساند.